# Cristina García (escritora)
Cristina García es una escritora de telenovelas mexicana. Ha realizado su carrera en la televisión mexicana para Televisa.
Entre sus adaptaciones más exitosas se encuentran: Tres mujeres en 1999, Bajo la misma piel en 2003, En nombre del amor en 2008, Cuando me enamoro en 2010 y Amor bravío en 2012.

## Trayectoria

### Historias Originales

#### Telenovelas
- Fuego ardiente (2021) con Martha Carrillo
- Quiero amarte (2013) con Martha Carrillo. Fusión de original de Jaime García Estrada y Orlando Merino más una historia original junto con Martha Carrillo.
- Amor bravío (2012) con Martha Carrillo. Fusión de original de María Zarattini más una historia original junto con Martha Carrillo.
- Bajo la misma piel (2003) con Martha Carrillo
- Tres mujeres (1999/2000) con Martha Carrillo

#### Series
- Mujeres de Negro(2016) con Martha Carrillo
- S.O.S.: Sexo y otros secretos (2007/08) con Martha Carrillo

### Adaptaciones
- Mi secreto (2022/23) con Martha Carrillo. Basada en Ha llegado una intrusa, historia original de Marissa Garrido
- Y mañana será otro día (2018) con Martha Carrillo. Basada en Cuenta conmigo, historia original de José Ignacio Valenzuela
- A que no me dejas (2015) con Martha Carrillo. Original de Eric Vonn y Liliana Abud.[1]
- Cuando me enamoro (2010/11) con Martha Carrillo. Original de Caridad Bravo Adams.
- En nombre del amor (2008/09) con Martha Carrillo. Original de Cuauhtémoc Blanco y María del Carmen Peña.
- Mi destino eres tú (2000) con Martha Carrillo. Original de Carmen Daniels y Jorge Lozano Soriano.

### Nuevas versiones por ella misma
- Mi amor sin tiempo (2024) con Martha Carrillo, nueva versión de Tres mujeres

### Programas de Reality Show
- Ay amor (2003)
- Operación Triunfo (2002)

## Premios y nominaciones

### Premios TVyNovelas
| Año  | Categoría                   | Telenovela         | Resultado |
| ---- | --------------------------- | ------------------ | --------- |
| 2016 | Mejor historia o adaptación | A que no me dejas  | Ganadora  |
| 2013 | Mejor historia o adaptación | Amor bravío        | Ganadora  |
| 2010 | Mejor historia o adaptación | En nombre del amor | Nominada  |

### TV Adicto Golden Awards
| Año  | Categoría        | Telenovela  | Resultado |
| ---- | ---------------- | ----------- | --------- |
| 2012 | Mejor adaptación | Amor bravío | Ganadora  |